# Riot Forge
Riot Forge est un label d'édition de jeux vidéo fondé en 2019 par Riot Games, développeurs du jeu vidéo League of Legends. Il ferme ses portes en janvier 2024.
Son objectif était de financer divers studios de jeux indépendants acclamés par la critique pour créer des jeux dérivés dans l'univers fictif de Runeterra, généralement centrés sur un ou plusieurs personnages jouables de la franchise. Le label a été initialement créé en 2019 et un certain nombre de jeux ont été publiés sous celui-ci avec un accueil critique généralement positif. Riot Forge a été fermé cinq ans plus tard, en janvier 2024, lors des licenciements dans l’industrie du jeu vidéo de 2023 à 2024, provoqués par une baisse de la demande de jeux vidéo après la pandémie de Covid-19. La fermeture de Riot Forge a été déplorée par les critiques, qui ont félicité le label d'édition pour avoir soutenu les développeurs indépendants et permis aux joueurs non compétitifs de s'immerger dans l'histoire de la franchise. Ils ont imputé la faiblesse apparente des ventes des jeux au manque de marketing ou d'attention de la part de l'entreprise, notant que de nombreux joueurs n'avaient même aucune idée de l'existence de ces jeux.

## Histoire
Le jeu principal League of Legends n'était pas considéré comme un support efficace pour la narration, laissant l'histoire de la série racontée dans des présentations sur le site Web du studio. Cela a conduit à la création de Riot Forge dans le but d'élargir le mythe de la série. Le processus de création de jeux s'est déroulé sans intervention et a permis aux studios indépendants de créer les genres de jeu qu'ils souhaitaient, car il connaîtrait probablement un succès commercial. L'une des principales restrictions était que les jeux devaient se dérouler dans l'univers de Runeterra et non dans un univers alternatif représenté par les skins de joueurs thématiques. Riot Games ne s'attendait pas à ce que les jeux rapportent beaucoup et était largement intéressé par le seuil de rentabilité des jeux, tout en aidant les développeurs indépendants à rester à flot.
Après l'annonce du label en 2019, Riot Forge a procédé à la publication de jeux indépendants dans de nombreux genres différents. Les premiers jeux du label étaient Hextech Mayhem, un jeu de rythme, et Ruined King, un jeu de rôle au tour par tour, tous deux sortis en 2021. Convergence, un jeu Metroidvania, lié à la série Netflix Arcane, tandis que The Mageseeker est un jeu de rôle d'action, sorti avec une bande dessinée prologue en 4 numéros. Les deux derniers jeux du label sont Song of Nunu, un jeu de plateforme 3D largement salué par la critique, et Bandle Tale, une simulation de vie non violente. Les jeux du label ont généralement été un succès critique, avec des scores positifs à la fois sur Steam et Metacritic.
Dans une interview en 2023, le directeur créatif Rowan Parker a déclaré qu'il aurait également été intéressé par la publication d'un jeu de drague basé sur League of Legends, citant l'intérêt généralisé des joueurs pour les romances créées par des fans entre personnages, mais n'acceptait pas de nouveaux jeux pour le moment.
Riot Forge a été fermé en janvier 2024, dans le cadre des licenciements dans l'industrie du jeu vidéo pour 2023-2024. Au sein de Riot Games, 530 salariés ont été licenciés, soit 11 % de son effectif total. Le PDG de Riot, Dylan Jadeja, a déclaré que l'augmentation des coûts de développement devenait insoutenable pour l'entreprise. L'équipe de développement de Legends of Runeterra a également été réduite pour se concentrer uniquement sur le développement du jeu principal.

## Réception
Cass Marshall de Polygon a écrit que la fermeture de l'éditeur nuirait considérablement aux fans du jeu en coupant le point d'entrée pour les nouveaux joueurs. Qualifiant le jeu principal de « carnaval cauchemardesque de toxicité », elle a déclaré que seul l'univers élargi du jeu, comme la série Arcane, était quelque chose qu'elle pouvait partager en toute confiance avec ses amis et ses proches. Décrivant le jeu Bandle Tale comme l'exemple le plus fort de la façon dont ces jeux font de la licence un endroit moins menaçant, elle a loué son « exploration à basse pression », notant qu'il s'agissait de « l'opposé d'un jeu compétitif classé ». Elle a également critiqué le retrait des développeurs et des scénaristes qui ont contribué à développer l'histoire des champions, affirmant que ce manque était mauvais à la fois pour les joueurs et pour la série, et rendrait l'univers fictif « beaucoup plus petit ».
Ali Jones de GamesRadar+ a également vivement critiqué la décision de fermer Riot Forge, décrivant la fermeture comme une « énorme opportunité gâchée ». Déclarant que Riot Games n'avait pas réussi à commercialiser correctement les jeux, il a commenté qu'il « avait souvent l'impression que la propre communauté de Riot avait peu connaissance de l'existence de Forge », affirmant que les produits avaient du mal à atteindre les personnes vers lesquelles ils étaient ciblés à l'origine. Tout en affirmant que le grand public n'était peut-être pas intéressé par les jeux solo de League of Legends, il a également qualifié le marketing de Riot d'« averse au risque », notant les commentaires des médias sociaux selon lesquels certains joueurs n'avaient aucune idée que les jeux existaient.